# George Hurst
Pour les articles homonymes, voir Hurst.
George Hurst (Édimbourg, 20 mai 1926 – 15 septembre 2012) est un chef d'orchestre britannique.

## Biographie
Hurst naît en 1926, à Édimbourg, en Écosse, d'une mère russe et d'un père roumain. Il étudie le piano à Londres avec Jules Isserlis (grand-père du violoncelliste Steven Isserlis). Lors du déclenchement de la seconde Guerre mondiale, Hurst est envoyé au Canada, où il poursuit l'étude de la musique au Bishop's College School de Lennoxville (Québec) et au Conservatoire royal de musique de Toronto,.
Hurst commence sa carrière en tant que compositeur, son talent pour l'écriture étant reconnu alors qu'il était étudiant au Conservatoire de Toronto. À l'âge de 21 ans, il est professeur de composition au Peabody Institute de Baltimore et étudie également la direction avec Pierre Monteux, alors installé en Amérique. Hurst est affilié avec le York Symphony Orchestra, de Pennsylvanie de 1950 à 1955.
Hurst est engagé au titre de chef adjoint de l'Orchestre philharmonique de Londres, grâce à Adrian Boult au début des années 1950. Il est le chef d'orchestre du BBC Northern Orchestra (plus tard renommé, BBC Philharmonic) de 1958 à 1968. En 1956, il participe à la tournée du Philharmonique de Londres en Russie. Sa direction d'œuvres avec le BBC Northern comprend la première exécution à Manchester des Gurre-Lieder d'Arnold Schoenberg, en février 1966 et aussi la première du Concerto lirico pour violon et orchestre de Thomas Pitfield.
Hurst crée le Bournemouth Sinfonietta en 1968 dont il sera le conseiller artistique jusqu'en 1974. Avec le Bournemouth Symphony Orchestra, il dirige la première londonienne de la Deuxième Symphonie de Malcolm Williamson le 31 octobre 1969. Il est le principal chef invité de la BBC Scottish Symphony Orchestra de 1986 à 1989. De 1990 à 1993, il est chef principal de l'Orchestre symphonique national d'Irlande.
Dès 1960, Hurst est également professeur au Sherborne Summer School of Music (anciennement Canford Summer School of Music). Il est professeur invité à l'Académie royale de musique de Londres à partir de 1983 et jusqu'à sa mort,.
Les enregistrements de Hurst comprennent des extraits orchestraux d'opéras de Wagner avec le New Philharmonia, Les Planètes avec le Bournemouth Symphony Orchestra, les suites du Roi Arthur et Starlight Express d'Elgar et de la musique pour cordes anglaise avec le Bournemouth Sinfonietta ; la Première symphonie d'Edward Elgar avec le BBC Philharmonic.
Hurst a été marié deux fois. Sa seconde épouse, Denise Ham, à qui il est marié depuis 2007, lui survit, ainsi que sa fille, née de son premier mariage.